# Franz Anton von Landsberg
Franz Anton Freiherr von Landsberg (* 5. April 1656; † 18. August 1727 in Schloss Wocklum) aus dem Adelsgeschlecht der Herren von Landsberg war ein General und (im Jahre 1713) der Gouverneur der Stadt Münster.

## Leben
Seine Eltern waren der kurkölnische Generalmajor und westfälische Landdrost Daniel Dietrich von Landsberg zu Erwitte (1618–1683) und Jutta Antonetta Freiin von der Leyen (1633–1704), die dritte Ehefrau des Generalmajors. Er war der Älteste einer siebenköpfigen Kinderschar mit der Freiin von der Leyen. Seine Brüder waren Franz Kaspar Ferdinand von Landsberg zu Erwitte, Franz Dietrich Joseph von Landsberg zu Erwitte, Franz Ferdinand von Landsberg zu Erwitte, Franz Johann von Landsberg zu Erwitte und Franz Ludolf von Landsberg zu Erwitte. Aus der ersten Ehe seines Vaters mit Anna Margarethe Reichsfreiin Raitz zu Frentz und Kendenich stammt der Sohn Ferdinand Franz. Die Mutter verstarb im Wochenbett.
Über seine Kindheit ist nur wenig bekannt. Um 1665 erhielt von Landsberg mit zweien seiner Brüder Privatunterricht in Hildesheim, um 1668/69 wurden sie von einem Kanoniker im Stift in Meschede unterrichtet. Von 1670 bis 1673 besuchten die drei Brüder das Jesuitengymnasium in Mainz.
Anschließend trat er in das Infanterieregiment seines Vaters ein und erreichte im Dezember 1674 den Dienstgrad des Fähnrichs. Zu Beginn seiner Grand Tour am  3. August 1675 war er bereits Leutnant. Nach seiner Rückkehr im Juni 1678 wurde er zum Hauptmann und Kompaniechef befördert. Ihm stand eine große Karriere bevor: Als Major im Garderegiment nahm er am Zug gegen Lüttich 1684 und am Türkenkrieg 1685 teil. Seine Karriere ging weiterhin bergauf: Seit 1702 kämpft von Landsberg im spanischen Erbfolgekrieg unter holländischem Sold als Brigadier und Generalmajor, bis sein Regiment im Jahr 1712 in französische Kriegsgefangenschaft geriet. Landsberg kehrte in seine Heimat zurück und übernahm den Oberbefehl über die münsterische Armee und 1713 auch noch das Amt eines Gouverneurs der Stadt Münster. Im Jahr 1719 wurde er noch zum Generalleutnant befördert. Dieses Kommando hatte er bis zu seinem Tode inne.
Im Alter von vierzig Jahren, im Februar 1696, vermählte er sich mit Anna Maria Freiin von Galen (1676–1734). Sie war die Tochter des ersten Erbkämmerers Franz Wilhelm Freiherr von Galen zu Assen und Dincklage und der Ursula Helena von Plettenberg zu Lenhausen. Damit heiratete Franz Anton in die besten Familien des Münsterlandes ein. Seine Frau war verwandt mit dem Fürstbischof Christoph Bernhard von Galen (reg. 1650–1678) und dem regierenden Fürstbischof Friedrich Christian von Plettenberg (reg. 1688–1706).
Aus der Ehe ging eine Tochter hervor, Antonetta Helena (1697–1739), die sich bereits im Jahr 1712 mit dem Freiherrn Caspar Heinrich Matthias von Korff gen. Schmising zu Tatenhausen vermählte.
Franz Antons Gemahlin kümmerte sich um die Finanzangelegenheiten auf Schloss Wocklum, dem Wohnsitz des Freiherrn. Dort ließ sie in den Jahren 1698–1701 und 1708–1712 Bauarbeiten durchführen. Ebenso erwarb sie Güter in Lette und Osthoff und ließ dort Herrenhäuser errichten.
Franz Anton Freiherr von Landsberg verstarb am 18. August 1727 im Alter von 71 Jahren auf Haus Wocklum an einer Brustkrankheit.